# Rio Vacacaí
Le rio Vacacaí est un cours d'eau brésilien de l'État du Rio Grande do Sul.